# 片棒
『片棒』（かたぼう）は古典落語の演目。『赤螺屋』（あかにしや）の別題があり、上方落語ではそちらが使用される。前田勇は、上方へは「東京から移入したものか」とする。
ケチな商店主が三人息子のうち跡取りを誰にするかを、自分の葬儀をどのように出すかという問いを出して決めるという内容。別題のタイトルでもある主人公の商人・赤螺屋吝兵衛（あかにしやけちべえ）は、この演目のほかにも『位牌屋』『味噌蔵』『二丁ろうそく』などに登場する。「赤螺屋」とは吝嗇家（ケチな人）の異称であり、巻き貝のアカニシが、一度フタを開かない、という形容からきた言葉。武藤禎夫は「にぎやかでおもしろく笑える噺」だが、葬儀の儀礼やしきたりが大きく異なるため「現在では通用しにくい点も多い」と評している。
原話は1705年（宝永2年）に出版された、『軽口あられ酒』第2巻の一編「気ままな親仁」（他人の葬儀を見て金をかけても極楽に行けるわけではないからと、一族や子どもに金のかからぬ式をしろという父親の話）。喜久亭寿暁の演目集『滑稽集』（文化4年 - 6年・1807年 - 1809年）には「はや桶 あとぼうハをれがかつがう」とあり、この時代にすでに現在と同じ落ち（サゲ）で演じられていたとみられている。武藤禎夫は李氏朝鮮初期の笑話集にも類似の内容があることから「先後はわからないが、日韓いずれかが移入した笑話かもしれない。もちろん偶然符合の笑いもあり得るが。」と記している。

## あらすじ
石町（こくちょう）に店を構える赤螺屋の主人・吝兵衛は、3人の息子のうちひとりに店の経営と資産を譲ろうと思い、まず番頭に「倅の内誰が跡を取ったら家が益々栄えるか番頭の目を通して言ってもらいたい」と問うも、「番頭とは言え、御当家の奉公人ですから私の口からは言えません。それに三人とも結構なお人柄ですから」と言うが、引き下がらない主人に「生涯に一度二度かの御当家の一大事にどう金を案文するかお試しになってはどうでしょうか？」と提案。主人は「面白いね」と受け入れて、3人の金銭感覚を試すために、「一生に一度ある事と言えば婚礼と弔いと決まったもんだが」と少し悩み、「そうだ。もし私が明日にでも目をつむったら、後の始末（葬式）はどうするつもりか聞かせてもらいたい」とそれぞれに質問した。
長男・松太郎は、立派な葬式を出すべきだ、と言う。通夜は参列者が多く、ひと晩では裁ききれないからふた晩行い、本葬は大きな公園（または大寺院）を借り、50人の僧侶に読経させ、会葬客の食事は折り詰め（紙箱の弁当）でなく豪華な重箱詰めにし、重箱を包む風呂敷も別染めにして誂え、東西の酒を揃え、客の帰りには高額な交通費や豪華な引き出物を渡すべきだ、と言って主人を呆れさせる。
次男・竹次郎は、葬式は粋に色っぽくやるべきだ、と主張する。町内中に紅白の幕を張り巡らせて、カシラ連中による木遣唄や、芸者衆の手古舞ではじめ、ソロバンを持った主人そっくりのからくり人形を載せた山車や、主人の遺骨を積んだ神輿を神田囃子に合わせて練り歩かせ、花火を打ち上げて落下傘をつけた位牌を飛ばす、といったものだ（次男はこれらの様子を矢継ぎ早に語り、木遣や音頭を唄い、囃子の篠笛、太鼓、摺鉦を口でまねる）。終いには、万歳三唱を交えた滑稽な弔辞を読むまねをするに至って、怒った主人に部屋から追い出される。
三男・梅三郎は兄たちと反対に極端なケチで、「死骸はどこかの高い丘にほっぽり出して、鳥につつかせましょう」と言う。さすがに主人が同意しかねると、しぶしぶ通夜を出す案を話す。「出棺は10時と知らせておいて、本当は8時ごろに出してしまえば、お客様のお茶菓子やお食事はいらないし、持ってきたお香典だけこっちのものにすることができます。早桶は物置にある菜漬けの樽を使いましょう。樽には荒縄を掛けて天秤棒で差し担い（さしにない＝前後ふたりで担げるよう）にします。運ぶ人手を雇うとお金がかかりますから、片棒はあたくしが担ぎます。でも、ひとりでは担げませんから、やっぱりもう片棒は人を雇ったほうが」ここで主人が三男を制し、
「心配するな。俺が出て担ぐ」

## バリエーション
長男が語る葬儀内容や、次男の弔辞などは、演者や時代によって細かく異なる。武藤禎夫の『定本 落語三百題』掲載のあらすじでは、次男の話す葬儀演出に吝兵衛の遺骨を飛行機に乗せて空中で名前を煙幕で出すという内容がある。
人形が登場するシーンは三遊亭銀馬によってとりいれられ、これを3代目金馬が完成させた。武藤禎夫の『定本 落語三百題』では、人形の山車を出すのは長男となっている。